# Copa Governo do Estado de Sergipe
La Copa Governo do Estado de Sergipe è un torneo organizzato dalla Federação Sergipana de Futebol (FSF).

## Albo d'oro
| Anno | Campione (città)            | Vice (città)             |
| ---- | --------------------------- | ------------------------ |
| 2003 | Confiança (Aracaju)         | Sergipe (Aracaju)        |
| 2005 | Confiança (Aracaju)         | Sergipe (Aracaju)        |
| 2006 | Itabaiana (Itabaiana)       | Guarany (Porto da Folha) |
| 2007 | Itabaiana (Itabaiana)       | Confiança (Aracaju)      |
| 2008 | Confiança (Aracaju)         | Itabaiana (Itabaiana)    |
| 2009 | São Domingos (São Domingos) | Sergipe (Aracaju)        |
| 2010 | São Domingos (São Domingos) | América (Propriá)        |
| 2012 | Confiança (Aracaju)         | Sergipe (Aracaju)        |
| 2013 | Sergipe (Aracaju)           | River Plate (Carmópolis) |
| 2014 | Amadense (Tobias Barreto)   | Itabaiana (Itabaiana)    |

## Titoli per squadra
| Squadra      | Città          | Titoli |
| ------------ | -------------- | ------ |
| Confiança    | Aracaju        | 4      |
| Itabaiana    | Itabaiana      | 2      |
| São Domingos | São Domingos   | 2      |
| Amadense     | Tobias Barreto | 1      |
| Sergipe      | Aracaju        | 1      |